# Vendrogno
Vendrogno là một đô thị trong tỉnh Lecco, trong vùng Lombardia của Ý, cự ly khoảng 60 km về phía bắc của Milan và khoảng 20 km về phía bắc của Lecco. Tại thời điểm ngày 31 tháng 12 năm 2004, đô thị này có dân số 323 người và diện tích là 11,7 km².
The municipality of Vendrogno có các frazioni (các đơn vị dân cư trực thuộc, chủ yếu là các làng) Camaggiore, Inesio, Noceno, Mornico, Mosnico, và Sanico.
Vendrogno giáp các đô thị: Bellano, Casargo, Dervio, Parlasco, Taceno, Tremenico.